# Adolph Heinrich Eckermann
Adolph Heinrich Eckermann, auch Adolf Heinrich Eckermann (* 15. September 1778 in Eutin; † 21. März 1850 in Ratekau) war ein deutscher evangelisch-lutherischer Geistlicher.

## Leben
Adolph Heinrich Eckermann war der älteste Sohn des damaligen Eutiner Rektors und späteren Kieler Theologieprofessors Jacob Christoph Rudolph Eckermann aus dessen Ehe mit Anna Elisabeth (* 28. Juli 1759 in Eutin; † 23. September 1805 in Kiel), einer Tochter des Superintendenten Melchior Heinrich Wolff. Zu seinen neun Geschwistern gehörte der Advokat und Landschreiber in Eiderstedt Karl Theodor Eckermann (1779–1849).
Er besuchte das Eutiner Gymnasium, die heutige Johann-Heinrich-Voß-Schule. Ab Ostern 1794 studierte er Evangelische Theologie an der Universität Kiel. Nach Ablegung seines Tentamens (1. Theologisches Examen) 1799 wurde er 1800 Rektor der Gelehrtenschule in Hadersleben. 1804 bestand er das Theologische Amtsexamen auf Schloss Gottorf mit Auszeichnung (dem ersten Charakter).

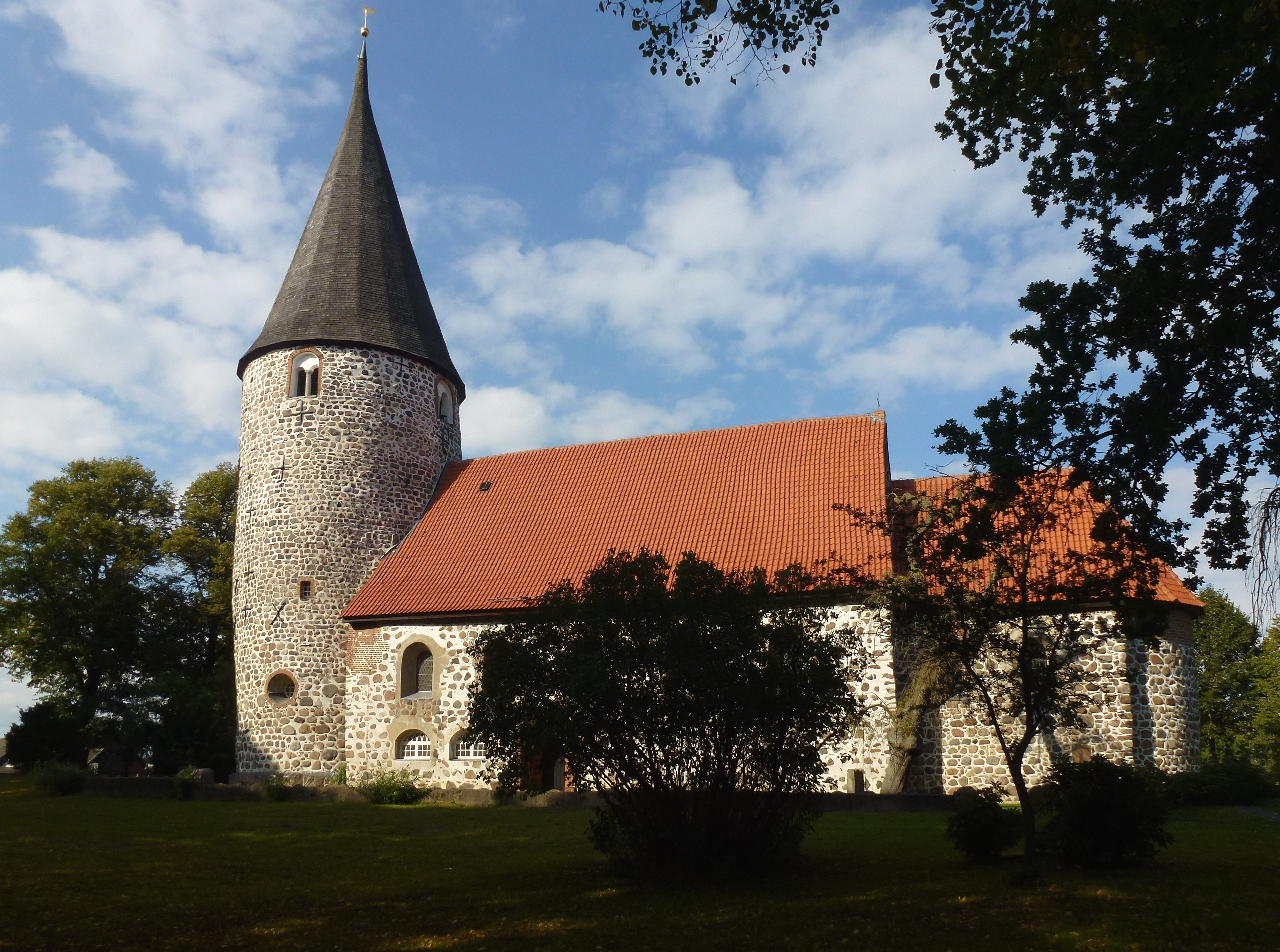
Kirche Ratekau (2012)

Am 24. April 1808 wurde er als Nachfolger von Adolf Heinrich Schrödter zum Pastor an der Ratekauer Kirche gewählt und am 4. Dezember eingeführt. Kirche und Pastorat unterstanden der holsteinischen Regierung im dänischen Gesamtstaat, die Orte im Kirchspiel gehörten jedoch weitgehend zum Fürstentum Lübeck oder waren Lübecker Stadtstiftsdörfer, was zu ständigen hoheitlichen Problemen führte. Erst mit dem Plöner Vertrag von 1842 wurden auch Kirche und Pastorat Teil des Fürstentums Lübeck. Hinzu kamen die Auswirkungen der Napoleonischen Kriege: Zwei Jahre vor Eckermanns Berufung nach Ratekau hatte Gebhard Leberecht von Blücher nach der Schlacht bei Lübeck im Ratekauer Pastorat kapituliert; bis 1814 blieb der südliche Teil des Fürstentums Lübeck französisch besetzt.
Eckermann bemühte sich sehr um die Konsolidierung seiner Gemeinde. 1817 gründete er einen Bibelverein nach dem Vorbild der Bibelgesellschaften. Während seiner Amtszeit fand 1824 eine durchgreifende Erneuerung der durch die Kriegsereignisse schwer in Mitleidenschaft gezogenen Ratekauer Kirche statt. Dadurch wirkte die Kirche nun „hell und freundlich“, und Eckermann habe, so sein Nachfolger Johannes Eduard Busse, „dadurch, daß er ihr ihre jezige Einrichtung gegeben, seinem Namen unter uns ein schönes Denkmal gesetzt.“ Später hatte sich jedoch der Geschmack gewandelt, und 1888 klagte Richard Haupt, dass „das Innere der Kirche aufs erbarmungsloseste neu gemacht ist“. Durch weitere Renovierungen und Restaurierungen ist kaum etwas von der unter Eckermann angefertigten klassizistischen Ausstattung erhalten.
Er war Mitglied der Schleswig-Holstein-Lauenburgischen Gesellschaft für die Sammlung und Erhaltung vaterländischer Alterthümer.
Adolph Heinrich Eckermann war verheiratet mit Christine, geb. Eilschow (* 1. Januar 1784 in Kolding; † 2. Mai 1843 in Ratekau). Die älteste Tochter, Elise Magdalene, starb schon am 29. März 1837. Bei Eckermanns Tod lebten noch ein Sohn, Rudolf Christian Eckermann, Arzt in Tangsholm (Nordborg) auf der Insel Alsen, und eine Tochter, Sophia Amalia, die bald nach ihrem Vater starb.
Eckermanns Familiengrabstein ist an der äußeren Chorsüdwand der Kirche erhalten.

## Auszeichnungen
- Dannebrogorden,  Ritter (28. Juni 1840)

## Werke
- Handbuch der neuern deutschen Literatur für Jünglinge.
  - Band. 1: Erziehung und Schulunterricht. Hadersleben 1801
  - Band 2: Philologie. 1. Hälfte. Hadersleben 1803
- Juvenal's erste Satyre. Als Probe einer neuen metrischen Uebersetzung desselben. Hadersleben 1807 (Schulprogramm)
- Abschiedszuruf von P. Boysen an H. Müller, deutsch. In: Schleswig-holst. Provinzialberichte 1815. H. 2. S. 208–211
- Des Bibelvereins zu Ratkau vorläufige Erklärung über seinen Zweck und über die Mittel, wodurch er ihn zu erreichen hofft. Lübeck 1817
- Offene Erklärung an Hrn. W. zu N. in Beziehung auf sein, den Hrn. Archidiaconus Harms betreffendes Gedicht im Altonaischen Merkur vom 23 April 1818. Auch für das unparteiische Publikum, besonders in den Herzogthümern Schleswig und Holstein. Lübeck 1818 (Streitschrift gegen Pastor Johann Gottfried Witt in Nienstedten im von Claus Harms ausgelösten Thesenstreit)
- Seinem Ehrwürdigen Vater, Dem Kirchenrath Jacob Christoph Rudolph Eckermann, Doctor Und Erstem Ordentlichen Professor Der Theologie Zu Kiel, Ritter vom Danebrog, Zur Jubelfeier Seiner Funfzigjährigen Amtsführung Am Zehnten August 1825. 1825
- Seinem innigverehrten Vater, dem Kirchenr. Jac. Chr. Rud. Eckermann, Dr. u. erst. Prof. Theol. zu Kiel zu seiner zweiten Jubelfeier am 20. April 1832. Lübeck: Borchers 1832
- In welcher Stimmung wollen wir fortfahren, nach unsern Kräften zu bergen, was Gottes Milde uns in diesem Jahre auf unsern Fluren beschert hat? Eine Predigt, während der anhaltend regnigten Aerntewitterung bei der Specialkirchenvifitation zu Ratkau am 15. Aug. 1838 gehalten. Lübeck 1838.
- Gedichte und Aufsätze in den Schleswig-holstein'schen Provinzial-Berichten und in Georg Lotz (Hrsg.): Originalien aus dem Gebiete der Wahrheit, Kunst, Laune und Phantasie 1825 und 1832